# Liste des patrouilles acrobatiques
Une patrouille acrobatique est une formation d'avions qui fait des présentations de voltige aérienne. De nombreux pays ont créé des patrouilles militaires dans le but de démontrer le savoir-faire de leurs pilotes.
Liste de patrouilles acrobatiques militaires et civiles passées et actuelles classées par pays :

## Afrique du Sud
- Silver Falcons (en) : Pilatus PC-7

## Argentine

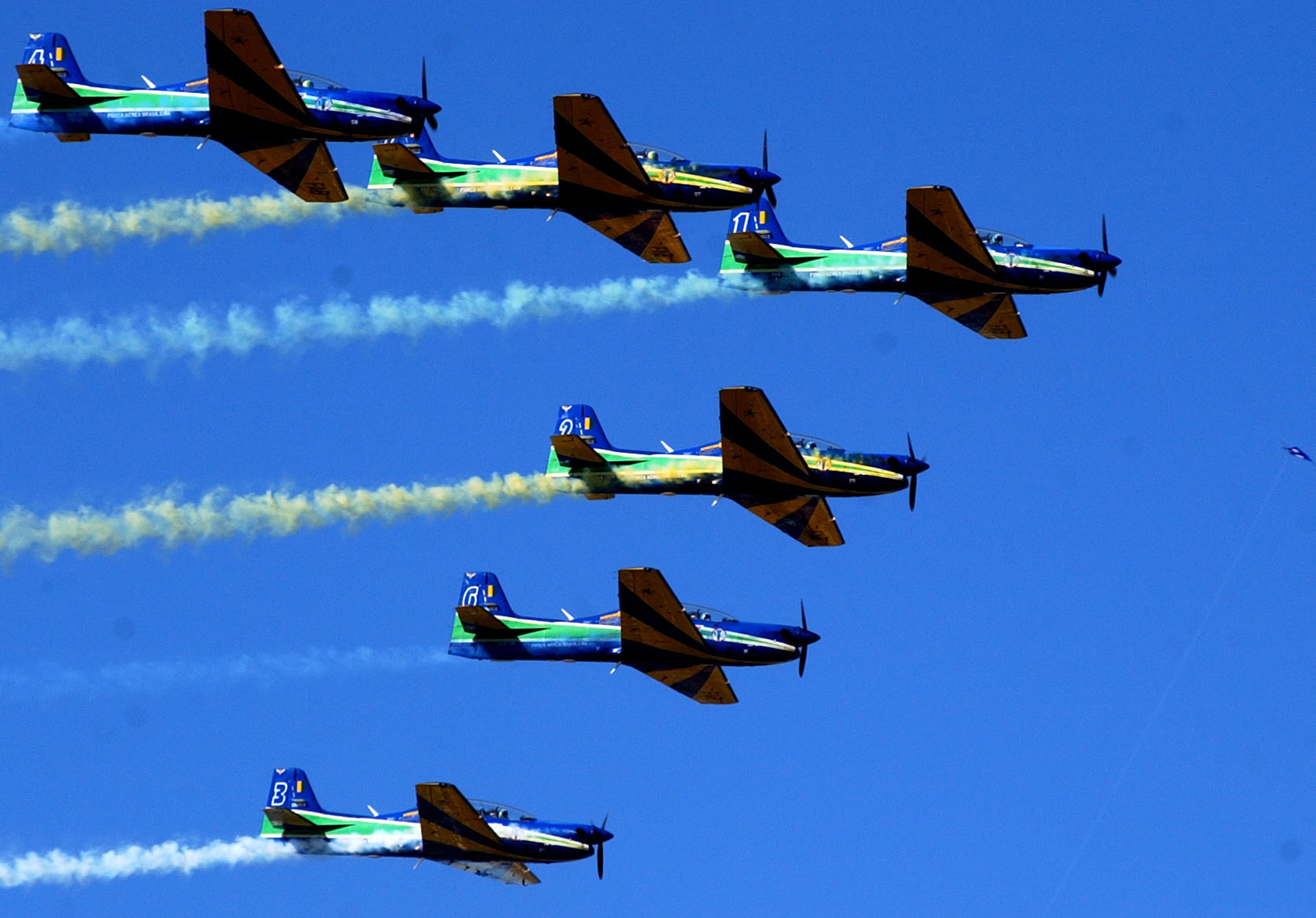
La Esquadrilha da Fumaça.

- Escuadrilla Acrobática Cruz del Sur (es) : IA-63 Pampa

## Australie
- Roulettes : Pilatus PC-21

## Autriche
- Karo As (de) (1966 à 1968 et 1975 à 1976) : Fouga CM-170 Magister puis Saab 105
- Karo As (de) (1975 à 1984) : Saab 105
- Flying Bulls www.redbull.com/cz-cs/flying-bulls-aerobatics-team

## Belgique
- Red Devils (Diables Rouges) : SIAI Marchetti SF.260
- Acrobobs (1951 à 1956) : Meteors F-8
- Red Devils, Les Diables Rouges : Hawker Hunter F.4 (1957 à 1963), Fouga CM-170 Magister (1965 à 1977)
- Les Manchots (1965 à 1970) : Stampe SV4B
- The Slivers (1969 à 1975) : F-104G Starfighter
- The Swallows (1970 à 1983 et 1995 à 1997) SIAI Marchetti SF.260

## Brésil
- Escadrille de la fumée (Esquadrilha da Fumaça) : Embraer EMB 312 Tucano

## 

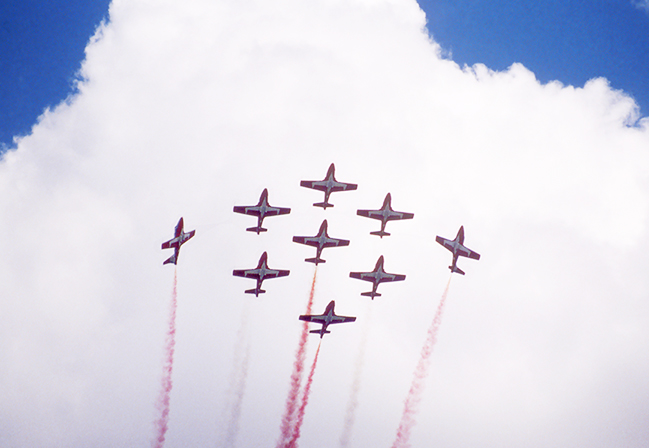
1000e représentation des Snowbirds, 20 mai 1990.

## Brunei
- Alap-Alap Formation (en) : Pilatus PC-7

## Canada
- Snowbirds : Canadair CT-114 Tutor
- Chevalier rouge (1958-1969)
- Paladins du Centenaire (1967)
- Golden Hawks (1959 à 1964)
- Siskins (1929 à 1932)

## Chili
- Halcones (es) : Extra 300

## Chine
- Ba Yi Aerobatics Team : Chengdu J-10

## Corée du Sud
- Black Eagles : KAI T-50 Golden Eagle

## Croatie
- Wings of Storm : Pilatus PC-9

## Espagne
- Patrulla Águila : CASA C-101
- Patrulla Aspa : Eurocopter EC-120

Civiles
- Jacob 52 (es) : Yak-52

## États-Unis

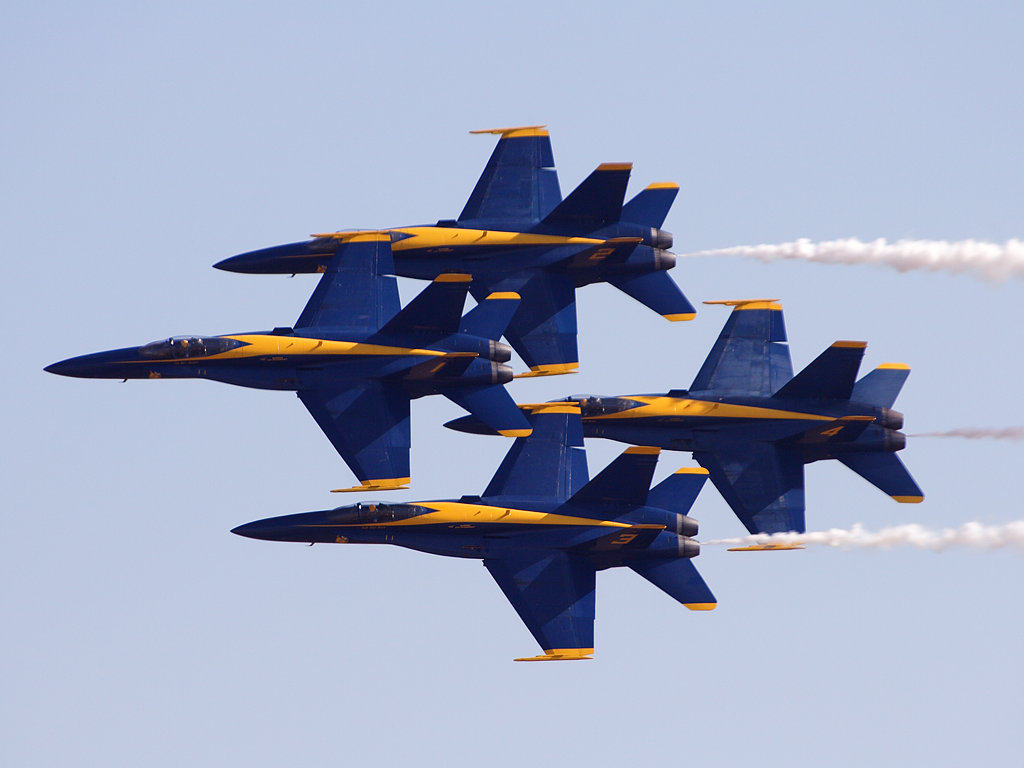
F-18 des Blue Angels en formation diamant.

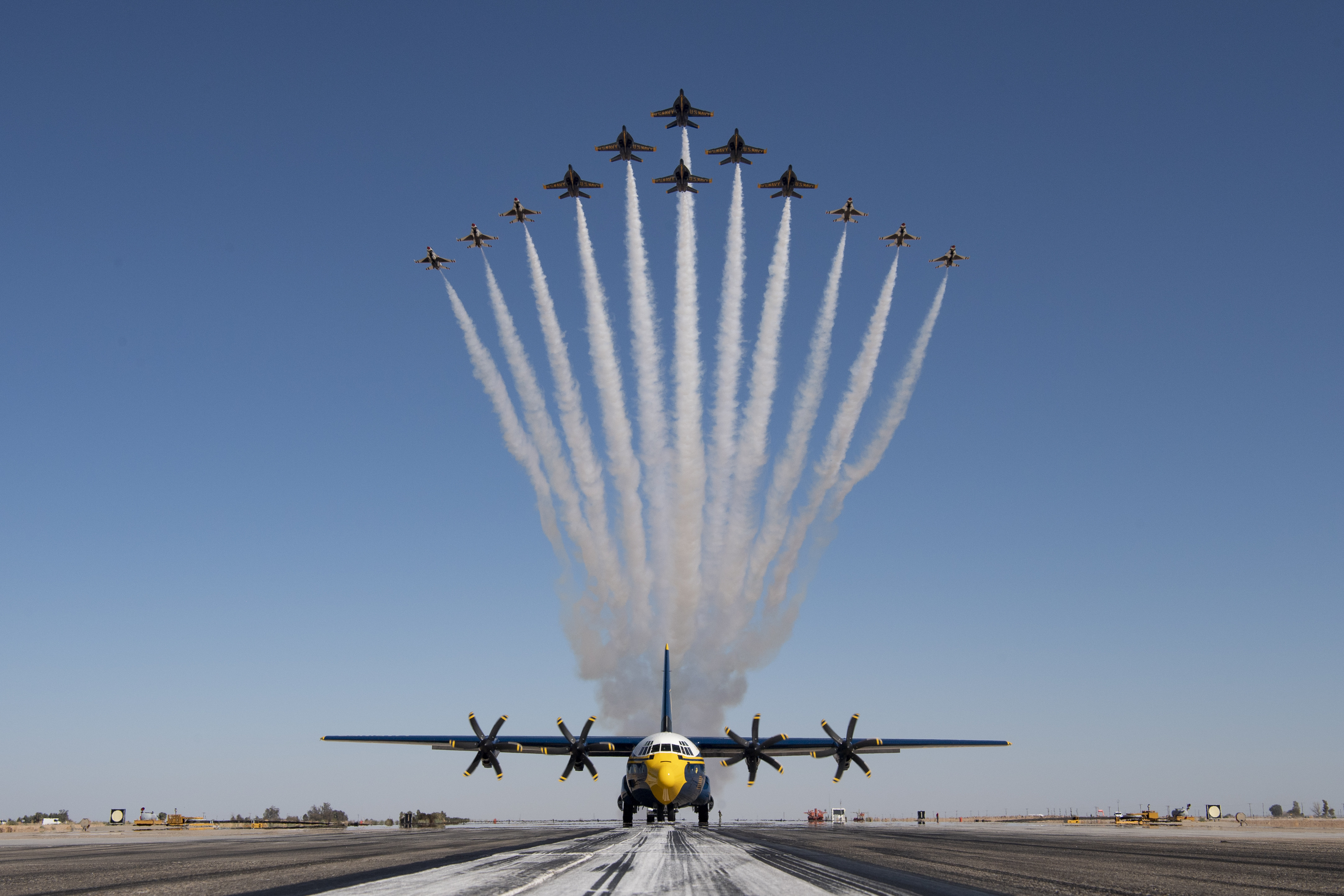
Les Thunderbirds et les Blue Angels en formation super delta avec six General Dynamics F-16 Fighting Falcon et six Boeing F/A-18E/F Super Hornet, au-dessus d'un Lockheed C-130J Super Hercules sur la base de Naval Air Facility El Centro. C'est ici la première fois que ces équipes exécutent cette figure ensemble, en mars 2021, à la suite d'entraînements menés à partir de 2020 et 2021.

- Blue Angels (US Navy) : F/A-18 Hornet
- Thunderbirds (US Air Force) : F-16 Fighting Falcon
- Black Knights (USAFE dans les années 1950) : Martin B-57 "Canberra"
- Patriots jet team : Fouga CM-170 Magister [1]

## Finlande
- Midnight Hawks (en) : BAe Hawk MK-51

## France
- Patrouille de France : Alpha Jet
- Mustang X : Pilatus PC-21 [2]
- EVAA L'equipe de voltige de l'armée de l'air : Extra 300
- Rafale Solo Display : Rafale
- Requin Mike : Rafale [3]
- Patrouille Gusto : Mirage 2000c[4]

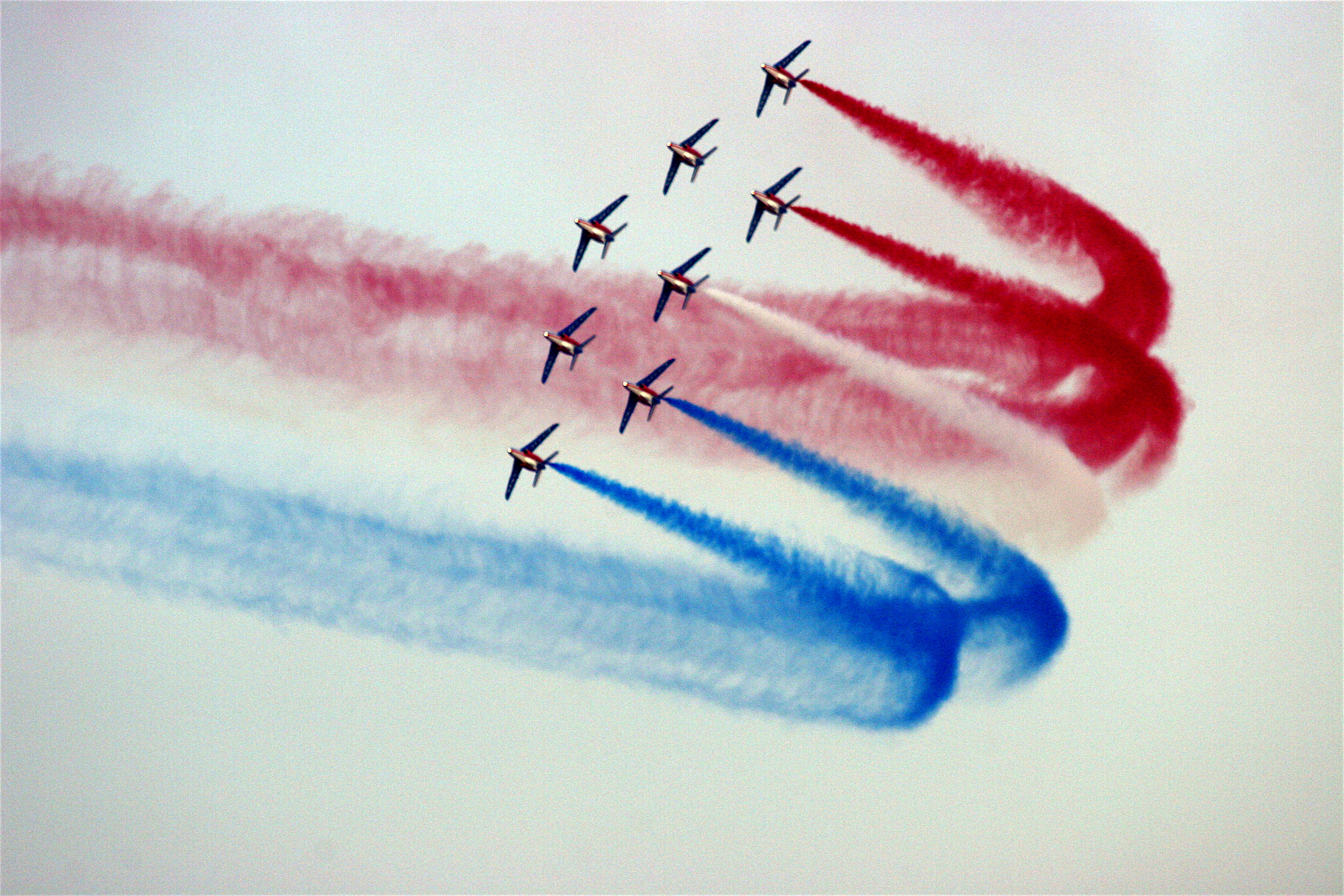
La Patrouille de France en formation diamant.

- Cartouche Doré (1989-2016) : TB 30 Epsilon

Civiles
- Patrouille Breitling : Aero L-39 Albatros
- Patrouille Tranchant : Fouga CM-170 Magister
- Patrouille YakoTeam : Yak-52 et Yak-18T[5]

- Amicale Jean-Baptiste Salis

## Italie

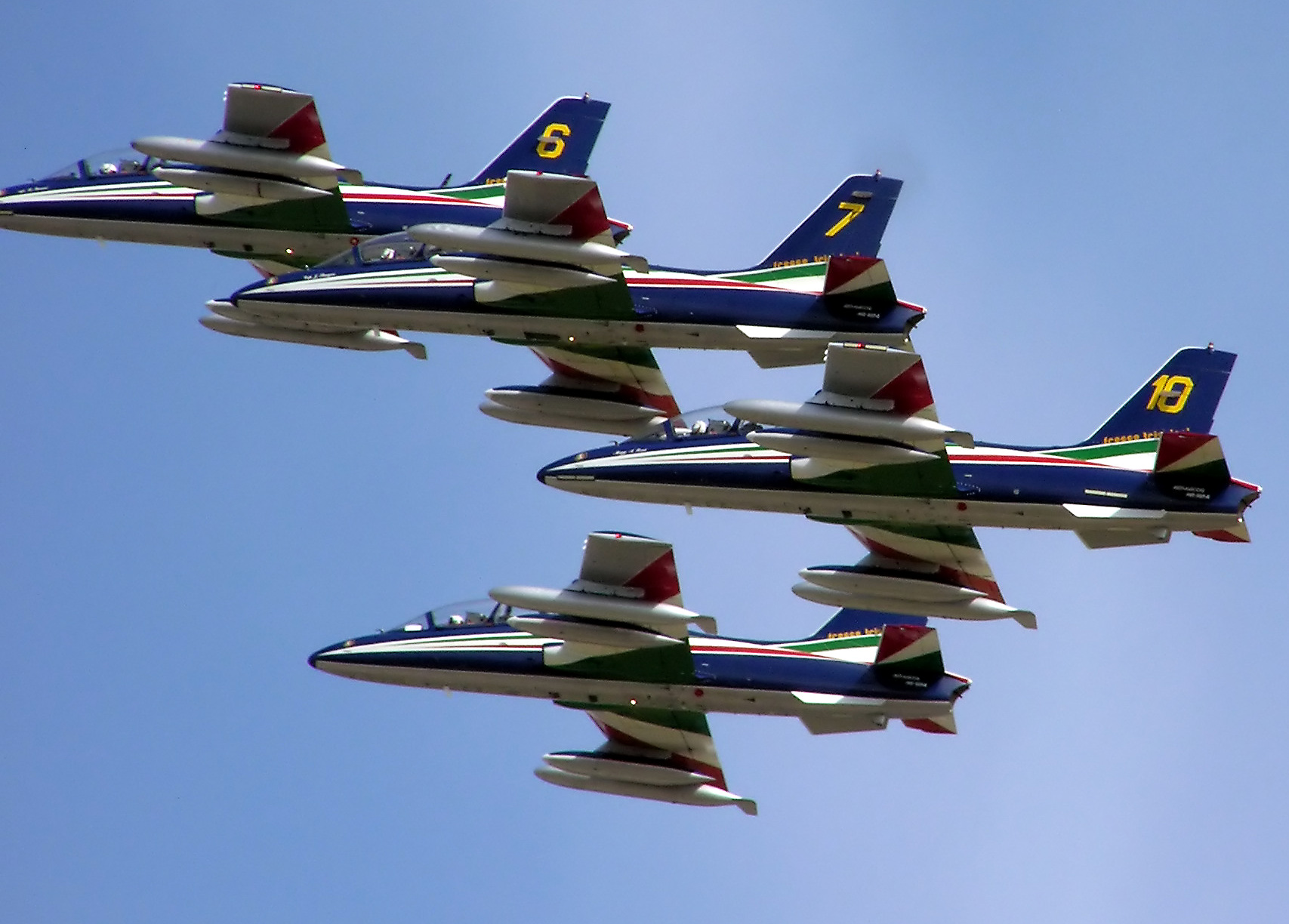
Les Frecce Tricolori en 2005.

- Frecce Tricolori : Aermacchi MB-339

Civiles
- WeFly! Team (it) : Fly Synthesis Texan (en)

## Inde
- Surya Kiran (en) : BAe Hawk Mk 132
- Sagar Pawan (en) : HAL HJT-16 Kiran
- Sarang display team (en) : HAL Dhruv

## Iran
- Tāj-e Talāyi (1958 à 1979)

## Irlande
- Silver Swallows (en) (1982 à 1998) : Fouga CM-170 Magister

## Israël
- IAF Aerobatic Team (en) : IAI Tzukit

## Japon
- Blue Impulse : Kawasaki T-4

## Jordanie
- Royal Jordanian Falcons : Walter Extra EA300S

## Malaisie
- Taming Sari display team (1983 à 1995) : Pilatus PC-7

## Maroc
- La Marche verte : Cap 232

## Mexique
- Escuadrilla Cuauhpopoca : Pilatus PC-7

## Nouvelle-Zélande
- Black Falcons (en) : Beechcraft T-6 Texan II
- Red Checkers (en) : North American T-6 Texan (1967-1973), CT-4B Airtrainer (1980-1998) et CT-4E (1998-2015)

## Pays-Bas

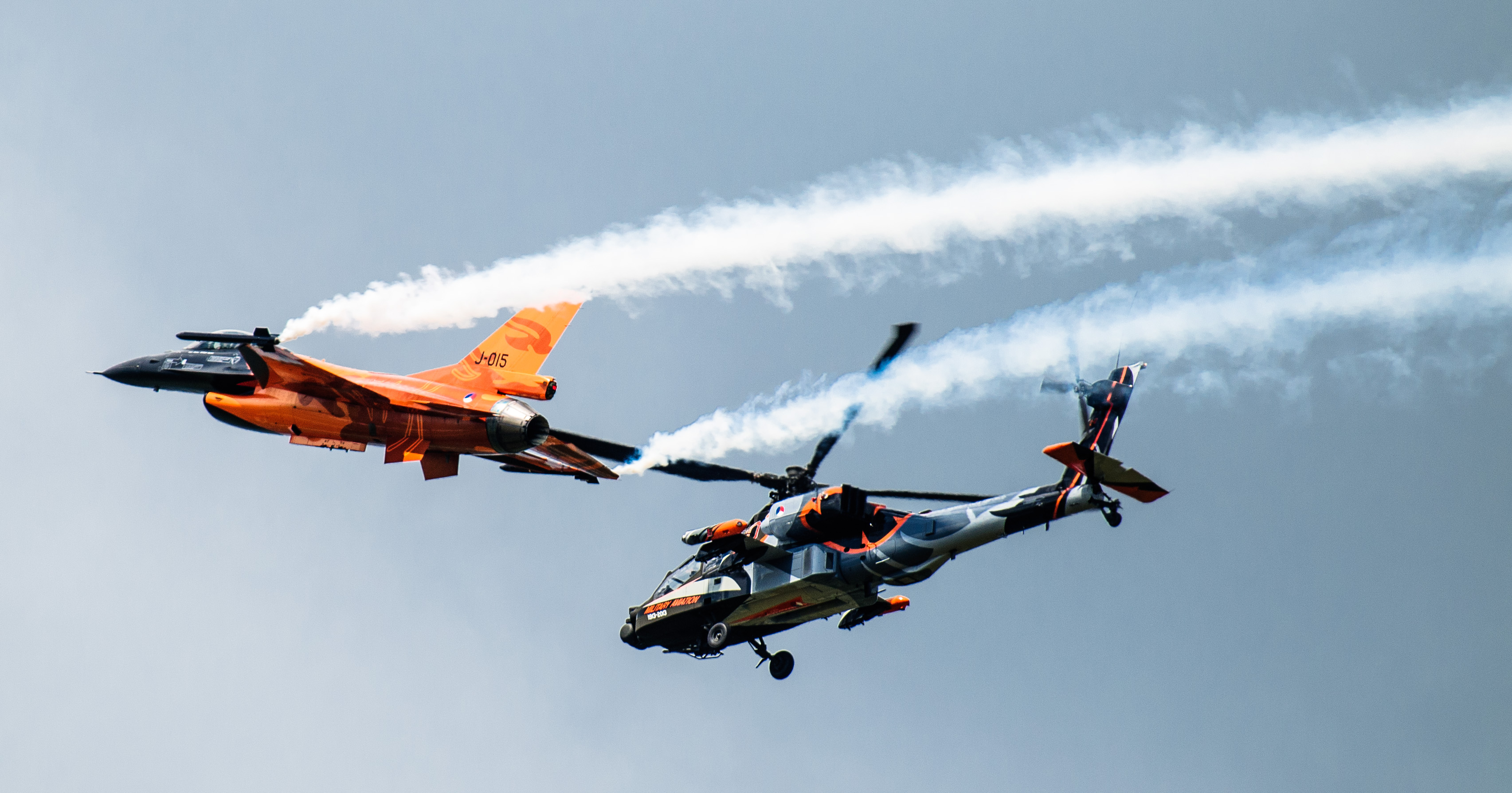
F-16 et AH-64 de la Solo Display Team en 2013.

- Solo Display Team : General Dynamics F-16 Fighting Falcon, Boeing AH-64 Apache et Pilatus PC-7

## Pérou
- Escuadrilla XXI Bicolor (formé le 20 octobre 2020 avec 4 Zlin 242https://www.scramble.nl/military-news/escuadrilla-xxi-bicolor-formed?, livraison de 2 Game Composites GB1 GameBird (en) début novembre 2024, 4 supplémentaires programmés[6])

## Pologne
- Orlik Aerobatic Team (en) : PZL-130 Orlik
- Team Iskry (en) : PZL TS-11
- Scorpion aerobatic team (en) (Force terrestre) : Mil Mi-24

## Portugal
- Asas de Portugal : Alphajet
- Rotores de Portugal (en) : SA316 Alouette III

## Royaume-Uni

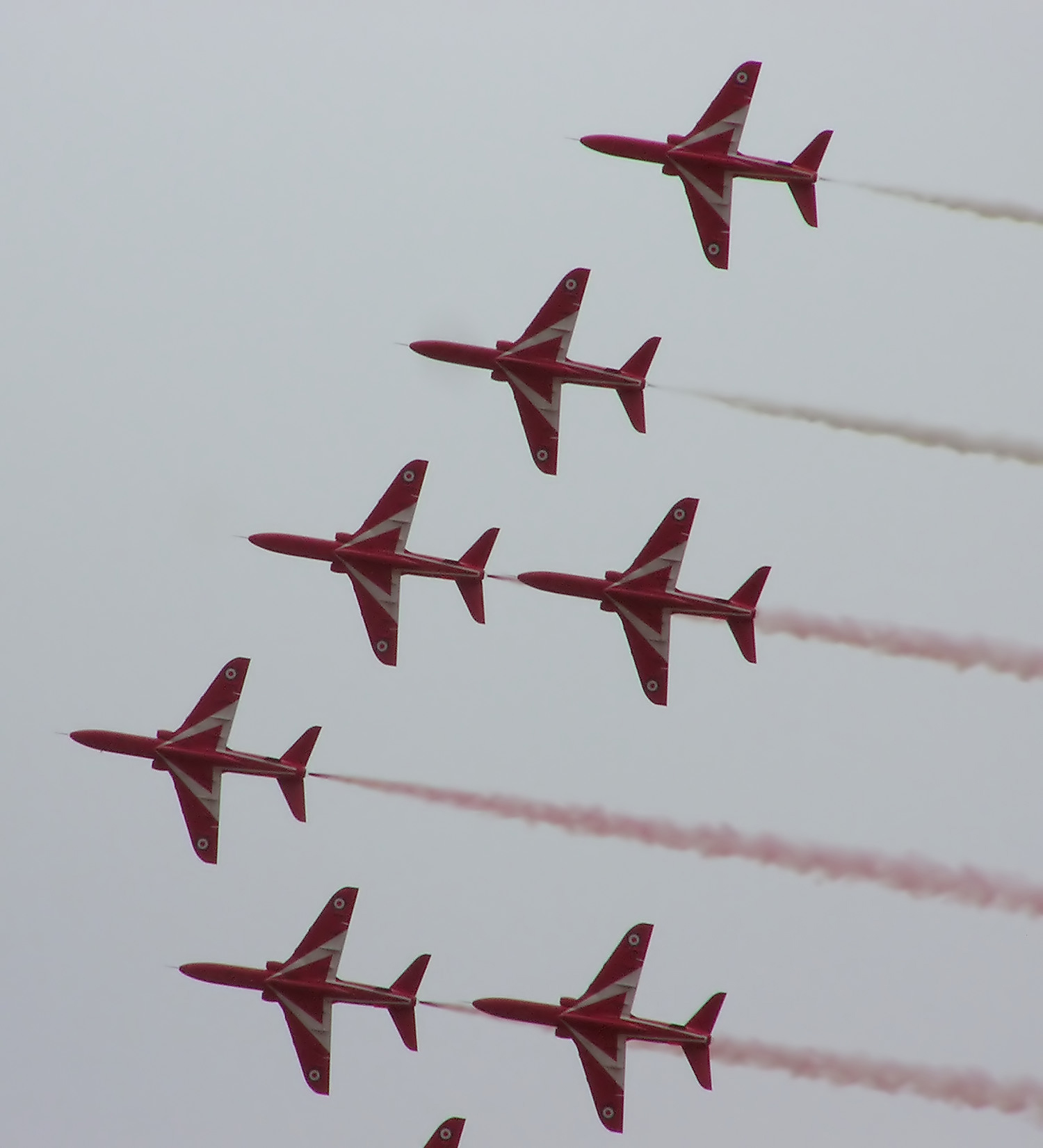
Les Red Arrows en 2004.

- Red Arrows (Royal Air Force) : BAe Hawk T.Mk1
- Blue Eagles (Army Air Corps) :
- Black Cats (Royal Navy) (en) : AW159 Wildcat

Civiles
- AeroSuperBatics WingWalkers
- The Blades[7]
- The Fighter Collection avions se déplaçant dans de nombreux meeting

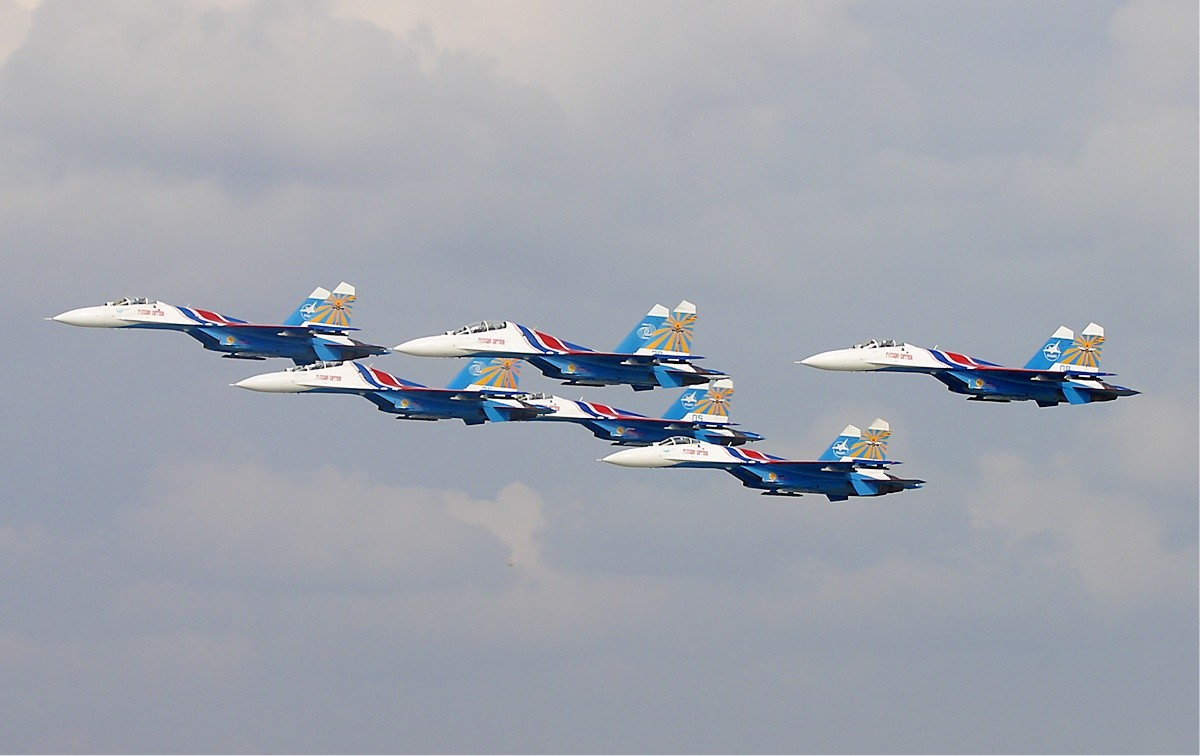
Sukhoï Su-27 aux couleurs des Russian Knights.

## Russie
- Russian Knights : Su-30SM
- Russian Swifts : Mig-29 Fulcrum
- Martinets (Striji)

## Suède
- Team 60 (en) : Saab 105

## Suisse
- Patrouille Suisse : F-5E Tiger II
- PC-7 Team : Pilatus PC-7

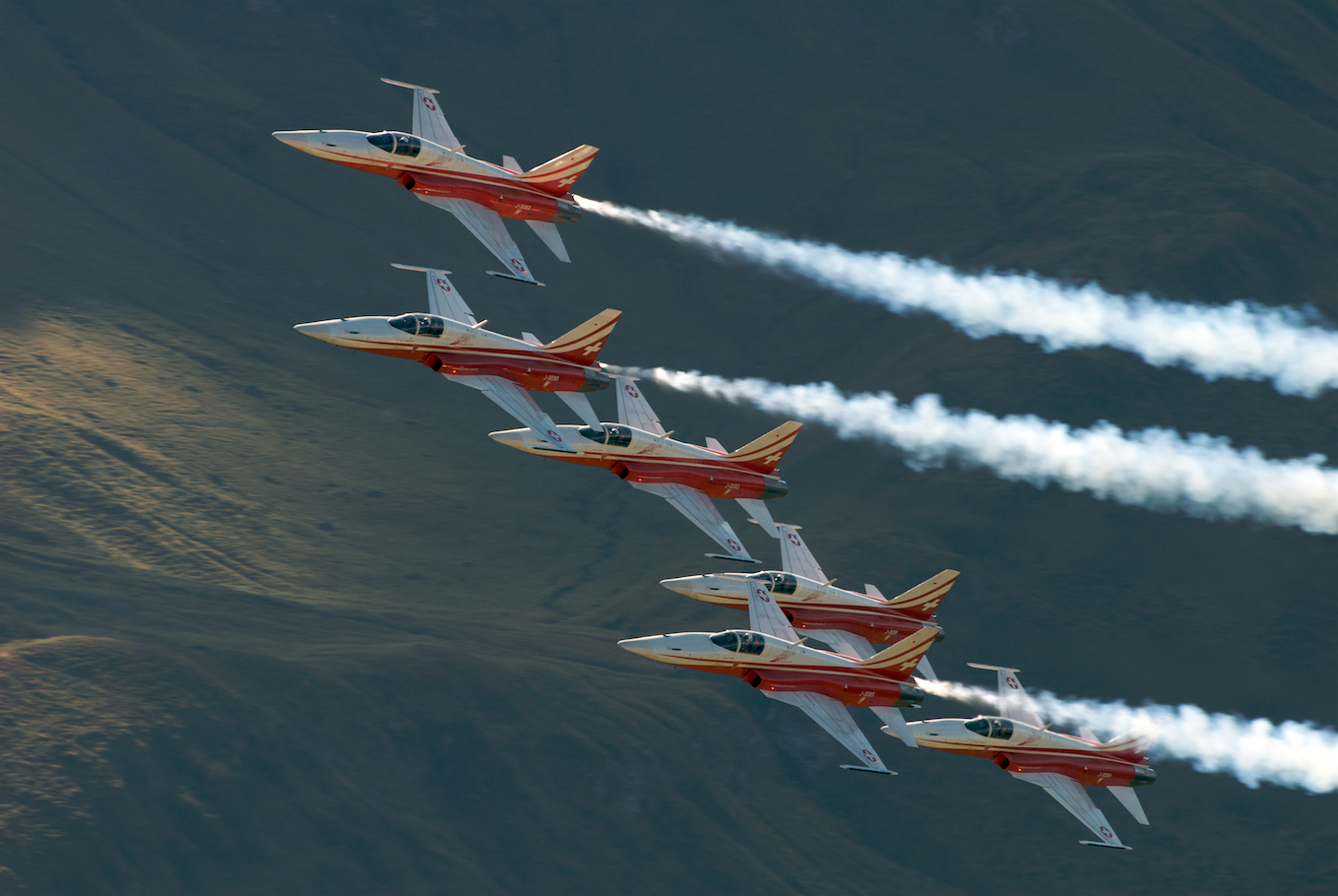
La Patrouille Suisse à la démonstration aérienne d'Axalp en 2009.

- F/A-18 Hornet Solo Display : F/A-18 Hornet
- Super Puma Display Team : AS332 Super Puma

Civiles
- P3 Flyers (en) : Pilatus P-3
- Classic Formation[8]

## Tchéquie
Civiles
- Flying Bulls Aerobatics Team : XtremeAir XA42

## Thaïlande
- Blue Phoenix (en) : Pilatus PC-9

## Taïwan
- Republic of China Air Force Thunder Tiger Aerobatics Team (en) : AIDC AT-3 Tzu-Chiang depuis 1988

## Turquie
- Türk Yıldızları : Canadair CF-5

## Ukraine
- Ukrainian Falcons : Mig-29 Fulcrum